# 베이어다이나믹

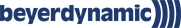

베이어다이나믹 마르스 유한책임합자회사(독일어: beyerdynamic GmbH & Co. KG)는 독일의 음향기기및 음향장비 전문 제조및 판매 회사이다. 젠하이저와 함께 세계적인 음향기기 회사이다.

## 같이 보기
- 젠하이저